# Livanjski sir
Livanjski sir (bosansko :Livanjski sir/Ливањски сир) je trdi sir, ki ga od 19. stoletja izdelujejo v okolici Livna v Bosni in Hercegovini,

## Opis
V preteklosti se je livanjski sir delal izključno iz ovčjega mleka, danes pa se običajno izdeluje iz mešanice kravjega in ovčjega mleka. Sir je pripravljen za prodajo po 60 do 66 dneh zorenja v kontroliranih pogojih. Okus sira je močan, pri dlje staranem siru pa je nekoliko bolj oster. 

## Zgodovina
Sir se izdeluje po francoski metodi za izdelavo grojerja. Avstrijske oblasti so namreč v Bosno prav z namenom izdelave kvalitetnega sira pripeljale več francoskih sirarjev, med katerimi je bil najpomembnejši Cyprian Jaillet, ki je v Livnem preživel kar četrt 19.stoletja in je pomembno vplival na tamkajšnje sirarstvo.
Leta 1933 je v Livnu in okolici delovalo več kot dvajset sirarn, med njimi so bile posebej poznane Zemaljske stanice v Livnu in na planini Cincar (kasneje Banovinske stočne stanice), ki so začele s proizvodnjo tega sira.

## Proizvodnja
Iz območja Livna in  Livanjskega polja na jugozahodu Bosne se je proizvodnja sčasoma razširila tudi na področje Glamoča in Tomislavgrada. Največji proizvajalci livanjskega sira so Mljekara Livno in Lura Dairy d.o.o. Livno, ki skupaj letno izdelata več kot 500 ton sira.